# Экспедиция Джангильдина
Экспедиция Джангильдина (каз. Жангелдин экспедициясы; 18 июля — 11 ноября 1918 года) — экспедиция в годы Гражданской войны в России военного отряда под руководством Алиби Тогжановича Джангильдина, чрезвычайного комиссара Степного края и председателя Тургайского областного совета.

## Ход экспедиции
Первая группа отряда из 600 человек состояла из бойцов-интернационалистов, бывших военнопленных в Первой мировой войне: словаков, хорватов, поляков, немцев, чехов, венгров, сербов, а также татар, русских, казахов. Задача отряда заключалась в доставке оружия, боеприпасов, медикаментов и денежных средств войскам Актюбинского фронта, пострадавшим в боях с белогвардейцами.
18 июля 1918 года экспедиция Джангильдина вышла из Москвы, по Волге на пароходе «Саратов» прибыла в Астрахань, где подавила контрреволюционный мятеж. Экспедиционному отряду, перевозившему оружие и боеприпасы, пришлось продвигаться длинным кружным путем: Астрахань — Каспийское море — Закаспийские степи — Шалкар. 21 августа 1918 года погрузив в Астрахани на две шхуны «Абассия» и «Мехди» снаряжение, экспедиция пересекла Каспийское море и 25 августа прибыла в Форт-Александровский. Здесь экспедиция совместно с трудящимися установила советскую власть в Мангистау. К экспедиционному отряду также присоединились казахи-рыбаки из порта. Жители полуострова Бузачи предоставили для экспедиции Джангильдина 600 верблюдов и 600 лошадей.
Красные конники отряда Джангильдина прошли около 2 300 километров по пустыне. Поход продолжался 71 сутки. Груз каравана составлял около 2000 винтовок, 1 500 000 патронов, 24 пулемёта, военное снаряжение и медикаменты. 11 ноября 1918 года, экспедиция Джангильдина преодолевшая сотни километров по безводной степи, в конечном итоге достигла станции Шалкар и вышла расположение советских войск Актюбинского (Оренбургского) фронта. Прибыло большое количество оружия и боеприпасов (24 пулемета, 2 тыс. винтовок, 1,5 млн. патронов, 200 снарядов и около 4 тыс. гранат), три четверти которых переправили на фронт, а остальное - на вооружение частей Красной армии.  Экспедиция Джангильдина занимает видное место в истории Гражданской войны в России.